# Laughter Chilembe
Laughter Chilembe (né le 25 novembre 1975 en Zambie) est un footballeur international zambien, qui évoluait au poste de défenseur.

## Biographie

### Carrière en sélection
Avec l'équipe de Zambie, il joue 42 matchs (pour un but inscrit) entre 1999 et 2005. 
Il figure dans le groupe des sélectionnés lors des Coupes d'Afrique des nations de 2000 et de 2002.
Il joue également 10 matchs comptant pour les tours préliminaires de la coupe du monde, lors des éditions 2002 et 2006.

## Palmarès
| Nchanga Rangers - Championnat de Zambie (1) : - Champion : 1998. - Coupe de Zambie : - Finaliste : 1996. |  | CAPS United \| - Championnat du Zimbabwe (2) : - Champion : 2004 et 2005. - Coupe du Zimbabwe (1) : - Vainqueur : 2004. \| \| - Coupe de la Ligue du Zimbabwe (1) : - Vainqueur : 2004. - Supercoupe du Zimbabwe : - Finaliste : 2005. \| |
| - Championnat du Zimbabwe (2) : - Champion : 2004 et 2005. - Coupe du Zimbabwe (1) : - Vainqueur : 2004. |  | - Coupe de la Ligue du Zimbabwe (1) : - Vainqueur : 2004. - Supercoupe du Zimbabwe : - Finaliste : 2005. |

 Power Dynamos
- Championnat de Zambie (1) :
  - Champion : 2011.